# Вдох (альбом Полины Гагариной)
«Вдох» — четвёртый студийный альбом российской певицы Полины Гагариной, выпущенный 25 ноября 2022 года. В альбом вошло 9 композиций, среди, которых синглы «Вода», «Бабочки» и «Безотносительно».

## Вокалистка об альбоме
Мой последний альбом — это не только альбом новых песен. Это, прежде всего, эмоциональный порыв навстречу новому! Мой «вдох» — это мои Встречи с новыми людьми. Ну и, конечно, мой новый альбом связан с переменами в личной жизни.Полина Гагарина

## Список композиций
| №                   | Название            | Автор(ы)                                                                               | Длительность |
| ------------------- | ------------------- | -------------------------------------------------------------------------------------- | ------------ |
| 1.                  | «Бабочки»           | Кирилл Лазаренко, Александр Титов, Екатерина Ковская                                   | 3:08         |
| 2.                  | «Вдох»              | Дмитрий Макаренко, Юлия Беспалова, Кирилл Кузьменко                                    | 2:59         |
| 3.                  | «Тени»              | Дмитрий Макаренко, Юлия Беспалова                                                      | 3:36         |
| 4.                  | «Плакали»           | Кирилл Лазаренко, Александр Титов, Татьяна Титова, Кирилл Кузьменко, Ксения Распорская | 3:10         |
| 5.                  | «Вода»              | Дмитрий Макаренко, Елена Королева, Юлия Беспалова                                      | 3:06         |
| 6.                  | «Не мое кино»       | Геннадий Дудин                                                                         | 3:26         |
| 7.                  | «Безотносительно»   | Геннадий Дудин                                                                         | 3:33         |
| 8.                  | «Последний ноябрь»  | Геннадий Дудин                                                                         | 2:51         |
| 9.                  | «Мировой океан»     | Кирилл Лазаренко, Александр Титов, Антон Шипулин, Татьяна Титова, Екатерина Ковская    | 3:29         |
| Общая длительность: | Общая длительность: | Общая длительность:                                                                    | 29:18        |

## Видеоклипы
| Песня     | Режиссёр    | Дата           | Ист.  |
| --------- | ----------- | -------------- | ----- |
| «Вода»    | Сергей Чуев | 13 июня 2022   | [ 4 ] |
| «Бабочки» | —           | 25 ноября 2022 | [ 5 ] |

## Критика
| Оценки критиков | Оценки критиков |
| Источник        | Оценка          |
| --------------- | --------------- |
| InterMedia      | 7/10.           |

Алексей Мажаев из InterMedia в своей рецензии отмечает, что «Во „Вдохе“ Полина Гагарина вновь проявляет себя „неальбомной“ артисткой. Года через три, переслушивая эту пластинку, мы наверняка обнаружим на ней 4-5 хитов, ставших жемчужинками её репертуара: к тому времени часть песен станут радиосинглами/клипами, публика к ним привыкнет и оценит. В момент релиза мы можем только предполагать, что почти все треки из девяти по-своему замечательны и могут быть раскручены до хита. Но не знаем, с какими именно это произойдёт. Ибо при прослушивании их подряд новые песни Полины сливаются в некое вокальное полотно, где трудно вычленить какие-то прилипчивые мелодии, зато хорошо запоминаются громкость и драматизм исполнения».